# Куруса
Куруса (на френски: Kouroussa) е град в Централна Гвинея, регион Канкан. Административен център на префектура Куруса. Населението на града през 2014 година е 39 611 души.